# Klasszikus mechanika
A klasszikus, vagy newtoni mechanika a testek mozgásának leírásával és az azokat okozó törvényekkel foglalkozik.

## Az alkalmazhatóságának határa
A klasszikus mechanika törvényei szigorúan csak alacsony sebességek (fénysebességhez képest) mellett érvényesek, a fénysebességgel összemérhető sebességek esetében a speciális relativitáselmélet eredményeit kell használni. Mikrorendszerek (atomok, molekulák szintje) esetén pedig a kvantummechanika törvényei érvényesek.

## Részterületei
- Kinematika (mozgástan): feladata a testek mozgásának leírása;
- Dinamika (erőtan): a testek mozgását okozó törvényszerűségeket vizsgálja;
- Statika: a testek erőhatás alatti egyensúlyának feltételeivel foglalkozik.

A vizsgált objektumok lehetnek pontszerűek, illetve kiterjedtek, merevek, vagy rugalmasak, halmazállapotuk szerint pedig szilárdak, folyékonyak és gázneműek (hidrodinamika, hidrosztatika, aerodinamika és aerosztatika).

## Kinematika
A kinematika a testek mozgásának leírásával foglalkozik, ehhez az Euklideszi geometriát használja.

### Tömegpont fogalma
A jelenségek leírásakor, azok egyszerűsítése céljából, a valós testek matematikai absztrakciójaként pontszerű részecskéket, ún. tömegpontokat használunk. A tömegpont néhány fizikai mennyiséggel jellemezhető, ezek: helyvektor, tömeg, sebesség, gyorsulás. A valóságos testek mérete természetesen nem mindig elhanyagolható.

### Pontszerű részecskék helyzete
Egy tömegpont helyzete megadható, egy, a térben rögzített ponthoz viszonyított helyzetével. Ezt a viszonyítási pontot gyakran origónak (O) nevezzük. A részecske helyzete tehát megadható az O pontból a tömegpontba húzott {\displaystyle {\vec {r}}} helyvektorral. Ha a részecske mozog, akkor az {\displaystyle {\vec {r}}} vektor az idő függvényében változik. A klasszikus mechanikában az idő vonatkoztatási rendszertől független, azaz koordináta-rendszer váltásakor értéke nem változik (abszolút) (ld. Galilei-transzformáció).

### Sebesség
A sebesség az elmozdulás idő szerinti deriváltja:
{\displaystyle {\vec {v}}={\mathrm {d} {\vec {r}} \over \mathrm {d} t}\,\!}.
A sebesség additív vektormennyiség, azaz a sebességek a vektorgeometria szabályai szerint összegeződnek, illetve bonthatók fel komponensekre. A sebesség függ a koordináta-rendszer megválasztásától.

### Gyorsulás
Gyorsulásnak nevezzük a sebesség idő szerinti első deriváltját, amely megegyezik a hely szerinti második deriválttal.
{\displaystyle {\vec {a}}={\mathrm {d} {\vec {v}} \over \mathrm {d} t}={\mathrm {d^{2}} {\vec {r}} \over \mathrm {d} t^{2}}\,\!}.
A gyorsulás nagysága a sebesség változásának sebességét adja meg. A test sebességének csökkenéséhez, lassuláshoz negatív értékű gyorsulás tartozik.

## Merev test
Egy merev testnek hat szabadsági foka van azaz leírható egy vektorkettőssel.

### Dinamika
Inerciarendszerben a mozgásállapot megváltozása mindig erő hatására történik. A dinamika feladata az erők (a mozgás okainak) leírása.

### Tömeg
Az SI alapegysége, mértékegysége a kg. Kétféle tömeget különböztethetünk meg aszerint, hogy milyen kölcsönhatásban vesz részt a test:
- A súlyos tömeg jellemzi a test gravitációs kölcsönhatásban való részvételének mértékét.
- Tehetetlen tömeg, a test erőhatással szembeni tehetetlenségének mértéke. Ahhoz, hogy egy test sebességét megváltoztassuk erővel kell hatnunk rá (Newton I. törvénye szerint). A sebesség-változás nagysága fordítva arányos a test tehetetlen tömegével: {\displaystyle {\vec {a}}={{\vec {F}} \over m}} (Newton II. törvényének egyik megfogalmazása).

### Lendület
Lendületnek vagy impulzusnak nevezzük a tömeg és sebesség szorzatát:
{\displaystyle {\vec {p}}=m{\vec {v}}}.
Az impulzus (vagy lendület) általában véve a test azon törekvésének mértéke, hogy megtartsa mozgásának nagyságát és irányát. Zárt rendszer összimpulzusa állandó.

### Erő
Newton második törvénye (ld. Newton törvényei) egy test tömegét és sebességét egy vektormennyiséggel kapcsolja össze, amelyet impulzusnak nevezünk. Ha m a test tömege és F a testre ható erők eredője, akkor Newton második törvénye szerint:
{\displaystyle {\vec {F}}={\mathrm {d} {\vec {mv}} \over \mathrm {d} t}={\mathrm {d} {\vec {p}} \over \mathrm {d} t}\,\!}.
Egy testre ható erők eredője tehát egyenlő a test lendületének idő szerinti deriváltjával. Ha test tömege az időben állandó, akkor Newton törvényét a következőképpen adhatjuk meg:
{\displaystyle \mathbf {F} =m\mathbf {a} }, ahol {\displaystyle {\vec {a}}} a gyorsulás.
Ha a tömeg az időben nem állandó (például egy rakéta esetében, amely mozgás közben elégeti a tömegének egy részét képező hajtóanyagát), akkor az általános képlet használandó.

### Munka, energia
Ha egy test a rá ható erők hatására Δs elmozdulást végez, akkor az erő a testen mechanikai munkát végez.
ΔW = FΔs
Szorosan összefügg a munka fogalmával az energia fogalma, amely a testek munkavégző képességét jelenti.